# Vysočany (Eslováquia)
Vysočany é um município da Eslováquia, situado no distrito de Bánovce nad Bebravou, na região de Trenčín. Tem 4,32 km² de área e sua população em 2018 foi estimada em 111 habitantes.

## Demografia
| Ano:        | 1994 | 2004    | 2014   | 2024   |
| ----------- | ---- | ------- | ------ | ------ |
| Broj ljudi: | 155  | 129     | 120    | 118    |
| Razlika:    |      | -16,77% | -6,97% | -1,66% |

| Ano:               | 2023 | 2024   |
| ------------------ | ---- | ------ |
| Número de pessoas: | 116  | 118    |
| Diferença:         |      | +1,72% |